# Chotynia
Chotynia es un pueblo de Polonia, en Mazovia. Se encuentra en el distrito (Gmina) de Sobolew, perteneciente al condado (Powiat) de Garwolin. Se encuentra aproximadamente a 13 km al sureste de Garwolin, y a 68 km al sureste de Varsovia. Su población es de 490 habitantes.
Entre 1975 y 1998 perteneció al voivodato de Siedlce.